# Dos Oruguitas
Dos Oruguitas (spanisch für: „zwei kleine Raupen“) ist ein Song von Lin-Manuel Miranda, den er für den Film Encanto schrieb, der im November 2021 veröffentlicht wurde. Gesungen wird er von Sebastián Yatra.

## Entstehung und Hintergrund

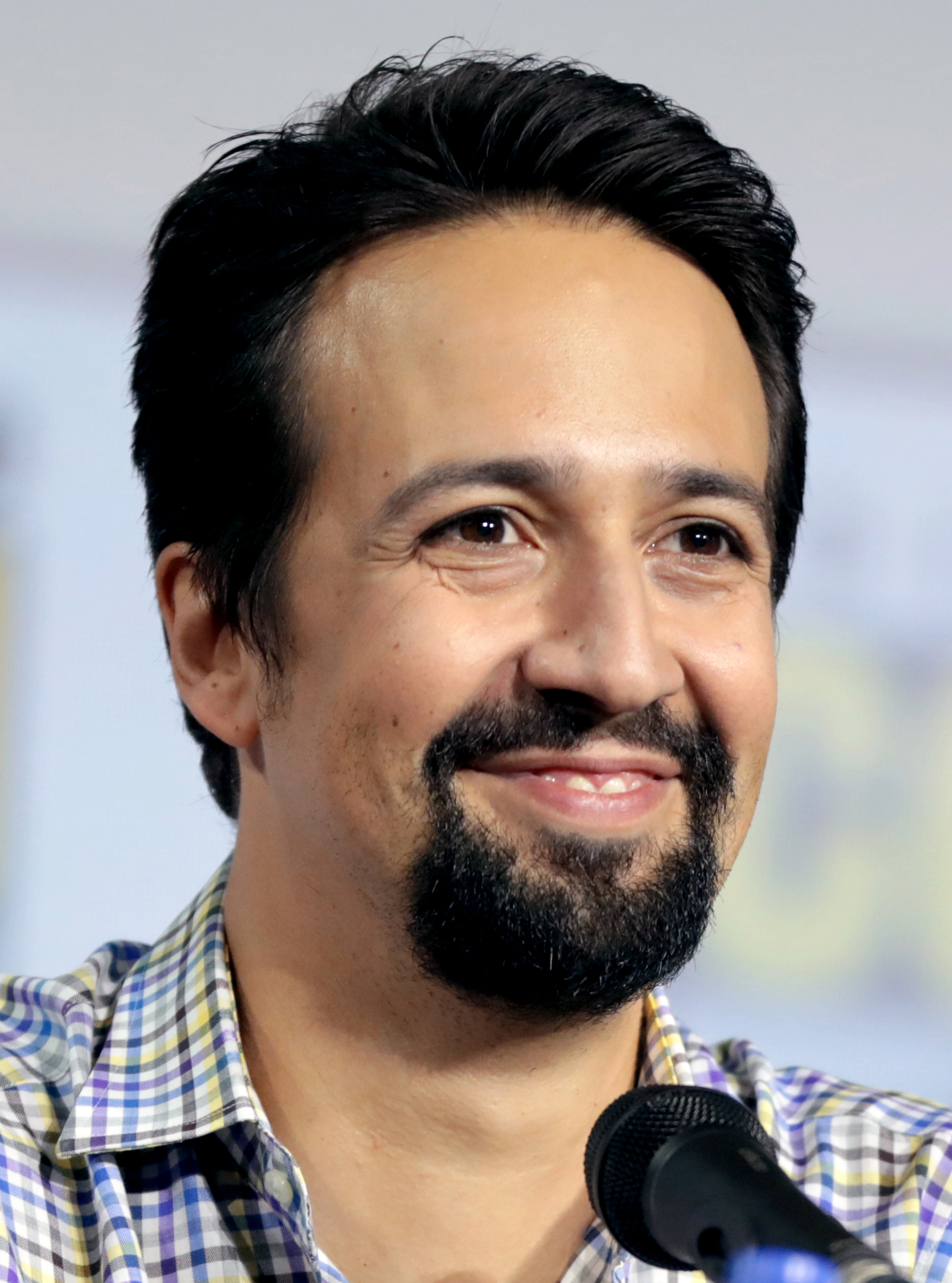
Miranda (2019), Autor des Liedes

Das Lied Dos Oruguitas ist komplett auf Spanisch, was für Miranda laut eigener Aussage außerhalb seiner Komfortzone lag. Ursprünglich war es für den Prolog des Films Encanto gedacht, dies wurde aber verworfen. Im Film ist das Lied zu hören, als Alma Mirabel erzählt, wie sie mit ihrem Mann fliehen musste.
Inhaltlich geht es in dem Lied um zwei Raupen, die einander lieben und Angst haben, sich zu verlieren.

## Veröffentlichung
Dos Oruguitas wurde als Teil des Soundtracks des Films Encanto veröffentlicht.

## Auszeichnungen
Dos Oruguitas wurde für die Kategorie Bester Song bei der Oscarverleihung 2022 nominiert, gewonnen hat den Preis No Time to Die aus Keine Zeit zu sterben von Billie Eilish und Finneas O’Connell.
Beim Critics’ Choice Movie Awards 2022 war das Lied in der Kategorie Bestes Lied nominiert, gewonnen hat den Preis No Time to Die aus Keine Zeit zu sterben.
Bei den Golden Globe Awards 2022 war das Lied ebenfalls als Bester Filmsong nominiert, auch dort hat den Preis No Time to Die aus Keine Zeit zu sterben gewonnen.

## Kommerzieller Erfolg

### Chartplatzierungen
| ChartsChartplatzierungen       | Höchstplatzierung | Wochen |
| ------------------------------ | ----------------- | ------ |
| Vereinigte Staaten (Billboard) | 36 (16 Wo.)       | 16     |

### Auszeichnungen für Musikverkäufe
| Land/Region                  | Auszeichnungen für Musikverkäufe (Land/Region, Auszeichnung, Verkäufe) | Verkäufe  |
| ---------------------------- | ---------------------------------------------------------------------- | --------- |
| Brasilien (PMB)              | Gold                                                                   | 20.000    |
| Kanada (MC)                  | Platin                                                                 | 80.000    |
| Spanien (Promusicae)         | Gold                                                                   | 30.000    |
| Vereinigte Staaten (RIAA)    | Platin                                                                 | 1.000.000 |
| Vereinigtes Königreich (BPI) | Gold                                                                   | 400.000   |
| Insgesamt                    | 3× Gold · 2× Platin ·                                                  | 1.530.000 |

Hauptartikel: Sebastián Yatra/Auszeichnungen für Musikverkäufe